# Pheidole excellens
Pheidole excellens är en myrart som beskrevs av Mayr 1862. Pheidole excellens ingår i släktet Pheidole och familjen myror.

## Underarter
Arten delas in i följande underarter:
- P. e. excellens
- P. e. fulvobasalis
- P. e. weissi